# Leininger Oberhof

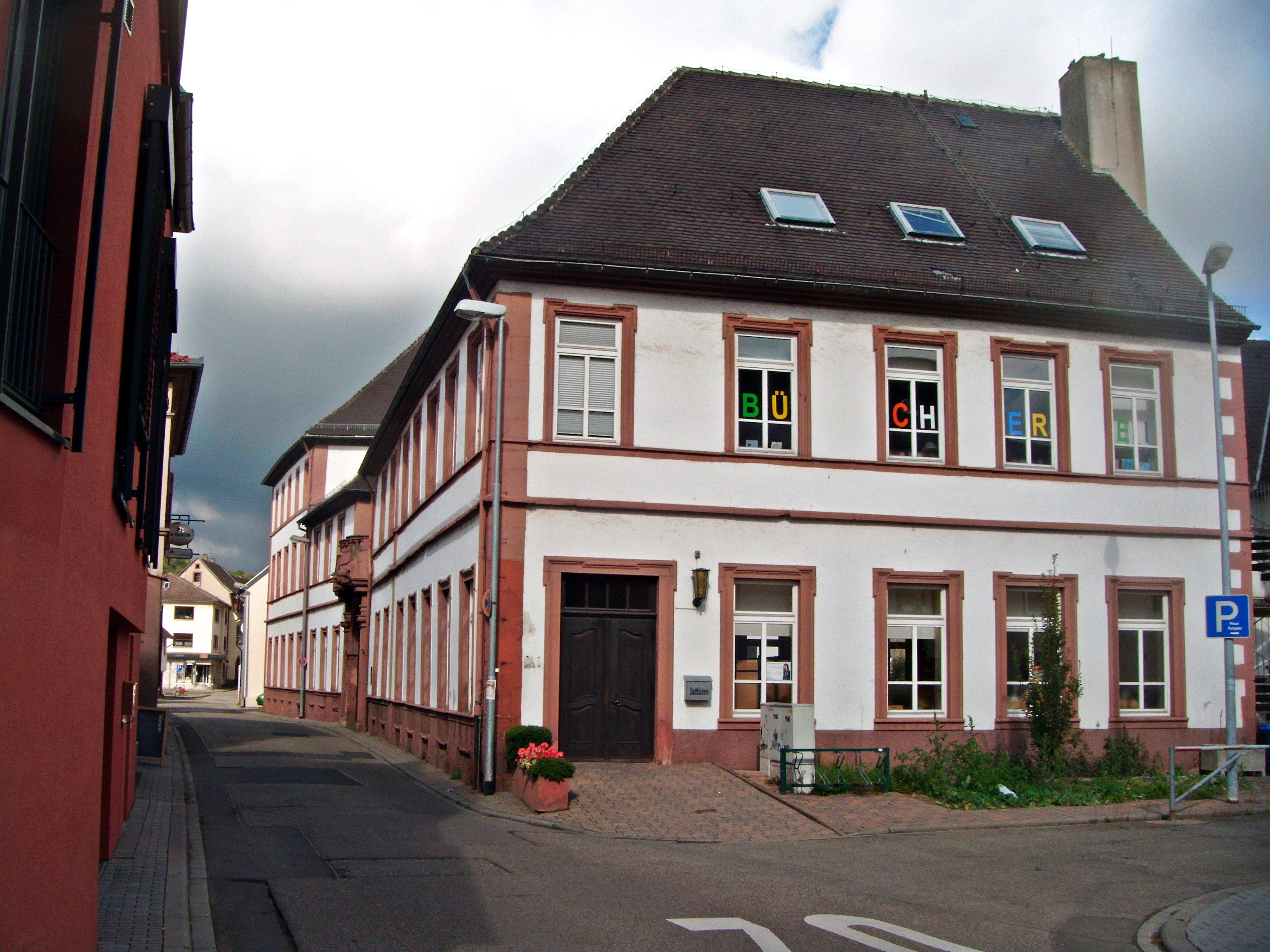
Leininger Oberhof von Süden

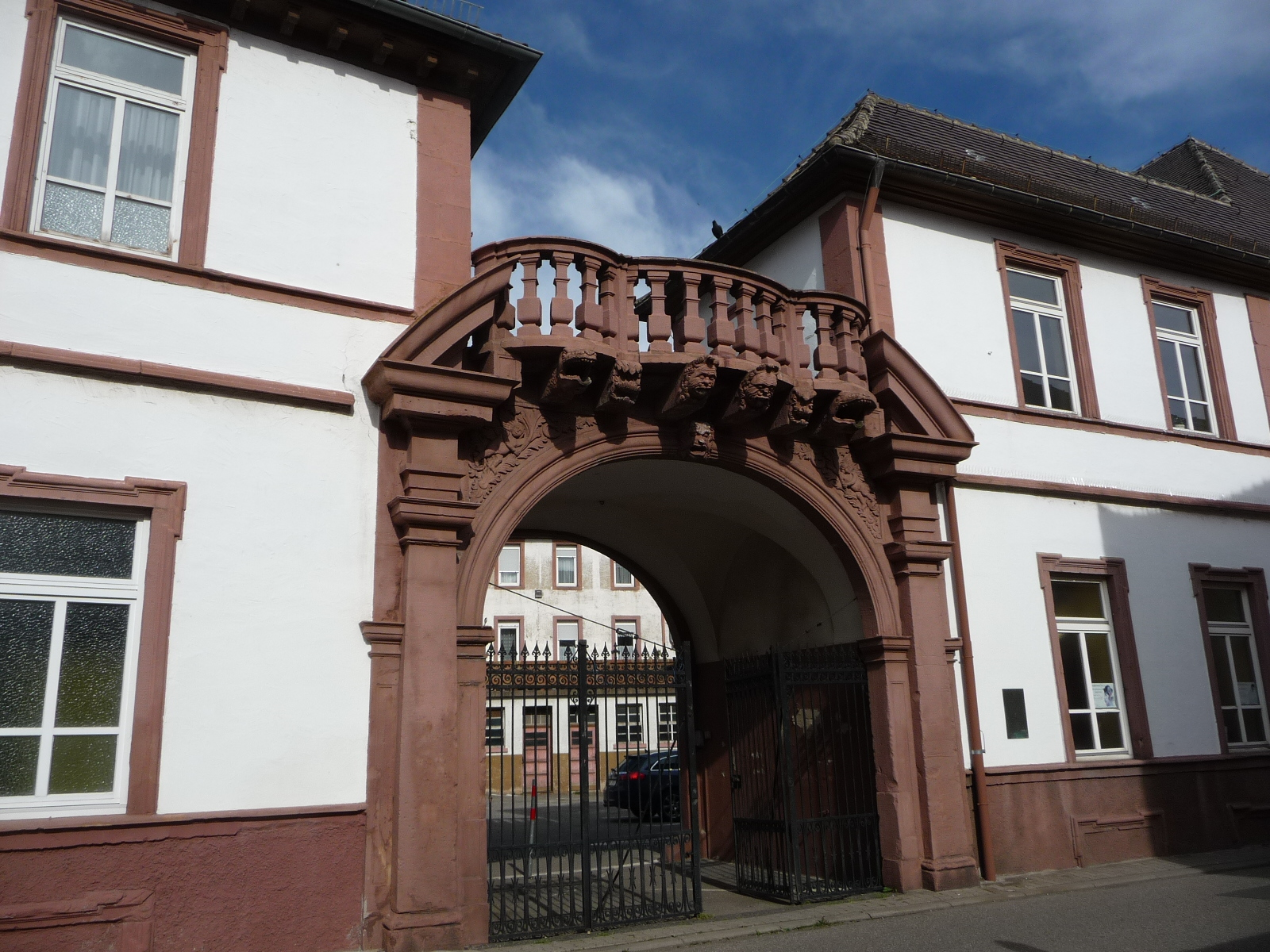
Toreinfahrt mit Balustrade

Der Leininger Oberhof ist ein barockes Schlossgebäude in der Stadt Grünstadt, Rheinland-Pfalz.

## Geschichte des Schlosses
Als der General und regierende Graf Philipp Ludwig von Leiningen-Westerburg-Rixingen 1705 in der Schlacht bei Cassano fiel, waren sein einziger Sohn, seine Brüder und näheren männlichen Verwandten bereits tot. Mit ihm erloschen die Familienlinien Leiningen-Westerburg-Rixingen und Leiningen-Westerburg-Leiningen im Mannesstamm.
Sein Erbe fiel zu gleichen Teilen an entfernte Verwandte, die Brüder Christoph Christian (1656–1728) und Georg II. Carl Ludwig (1666–1726) aus der Familienlinie Leiningen-Westerburg-Schaumburg. Beide Brüder übernahmen gemeinsam die pfälzische Grafschaft Leiningen und übten die Herrschaft im Jahresturnus abwechselnd aus. Beide stifteten jeweils eigene Familienlinien, Christoph Christian die Linie Leiningen-Westerburg-Altleiningen und Georg II. Carl Ludwig Leiningen-Westerburg-Neuleiningen. Die Brüder residierten, wegen Zerstörung der Burgen Altleiningen und Neuleiningen, in Grünstadt. Während Christoph Christian das bereits von seinem Vorgänger Graf Philipp Ludwig erbaute Schloss Unterhof bezog, errichteten sich Georg II. Carl Ludwig und seine sehr vermögende Gattin Margarete ab 1716 in der Nähe ein neues Schloss, den Oberhof. Es diente der Neuleininger Linie, bis zum Ende der Grafenherrschaft infolge der Französischen Revolution und ihren Auswirkungen, als Residenz.
Dann entstand darin eine Tabakfabrik. Der Nordflügel wurde 1823 von der Stadtverwaltung erworben um darin die Volksschule einzurichten; 1854 erfolgte hier die Erweiterung um ein Stockwerk. 1881 kam auch der Südflügel an die Stadt Grünstadt. Seit Einstellung des dortigen Schulbetriebs, Ende des 20. Jahrhunderts, dient der Südflügel als Stadtbibliothek, der Nordflügel als Haus der Vereine.
Der österreichische Feldmarschallleutnant August Georg zu Leiningen-Westerburg-Neuleiningen (1770–1849) und sein Bruder Christian Ludwig zu Leiningen-Westerburg-Neuleiningen (1771–1819) wurden beide im Oberhof geboren.

## Baubestand
Das Schloss liegt mit seiner Front an der Neugasse und trägt die Hausnummern Neugasse 2, 4 und 6. Es besteht aus einem Südflügel mit 7 und einem Nordflügel mit 8 Fensterachsen. Ursprünglich zweistöckig wurde der Nordflügel 1854 um ein Stockwerk erhöht. Die Geschosse sind durch Gesimse getrennt. Beide Flügel besitzen an der Straßenfront aufeinander zulaufende Verlängerungen, in deren Mitte ein prächtiges, figurengeschmücktes Eingangsportal zum Schlosshof sitzt, das oben eine Terrasse mit Balustraden zur Straße und zum Schlosshof trägt. Die Sichtteile des Mauerwerks, Tor-, Tür- und Fenstergewände, sowie die Ecken der Gebäude bestehen aus Sandstein, der Rest ist verputzt. Im Treppenhaus des Südflügels hat sich ein Deckengemälde "Orpheus in der Unterwelt" erhalten, das dem Maler Johann Martin Seekatz (1680–1729) zugeschrieben wird. Das Schloss und besonders das Portal zählt zu den Wahrzeichen der Stadt Grünstadt.

## Galerie

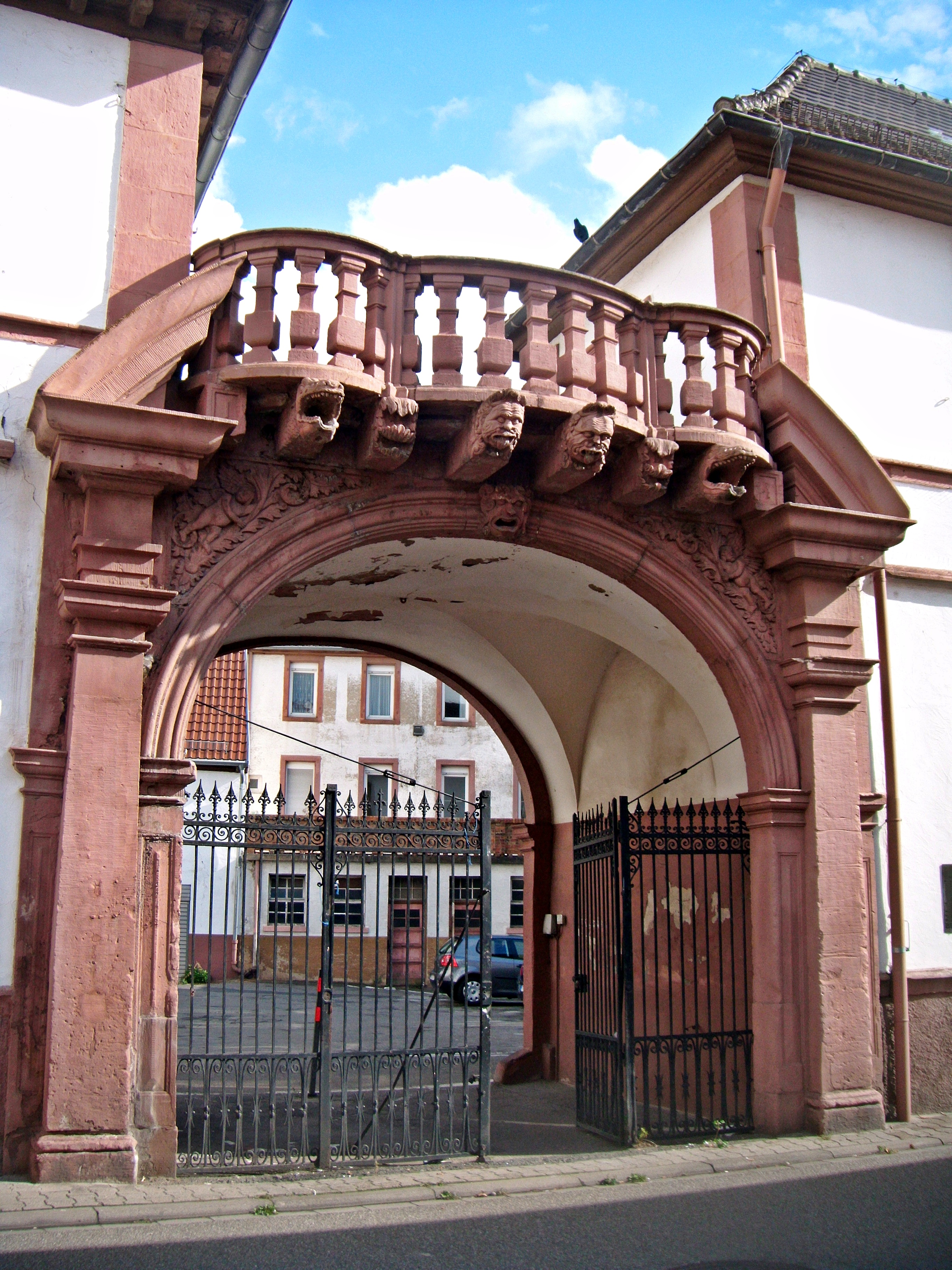
Portal
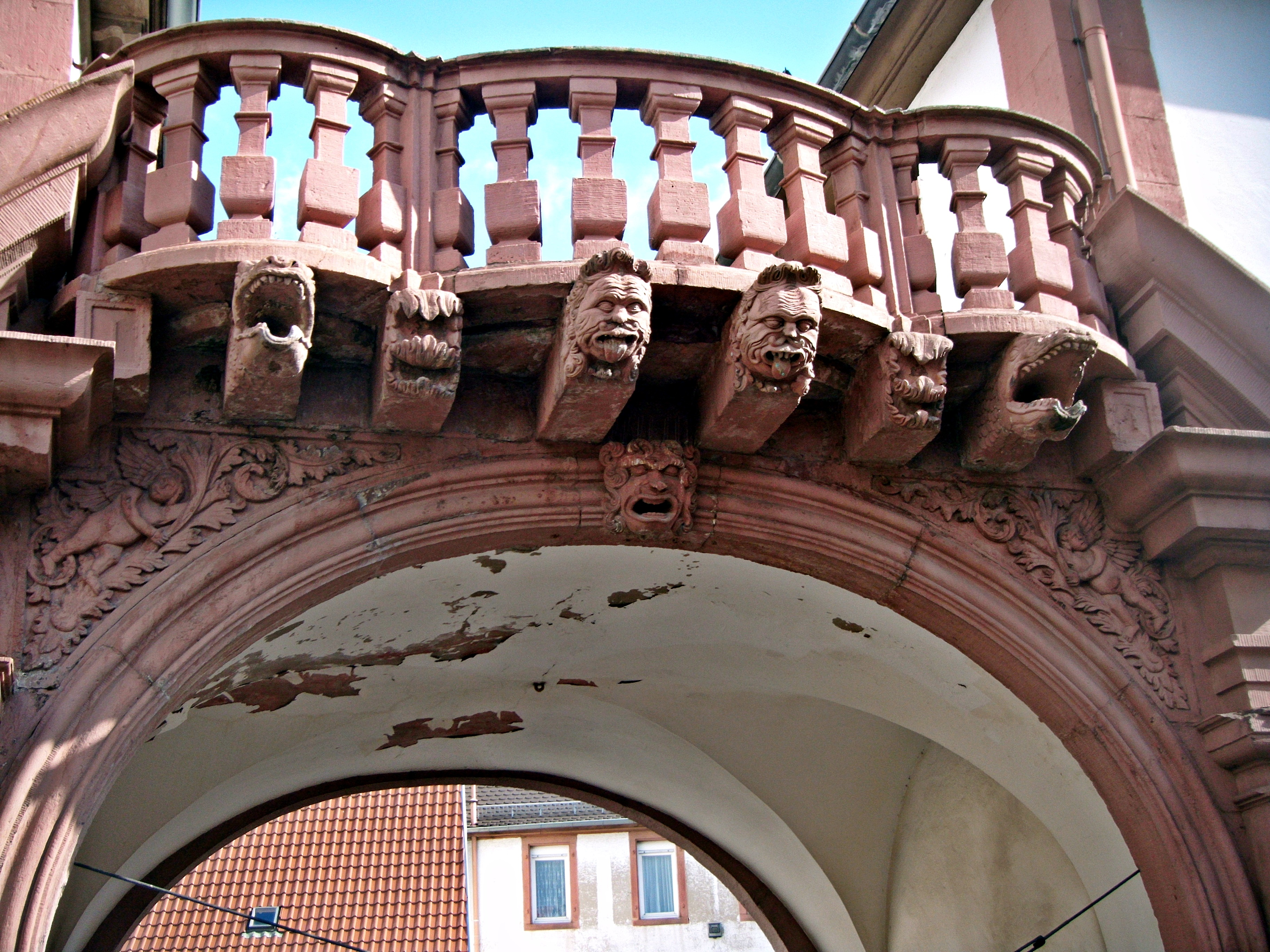
Detailaufnahme vom Portal
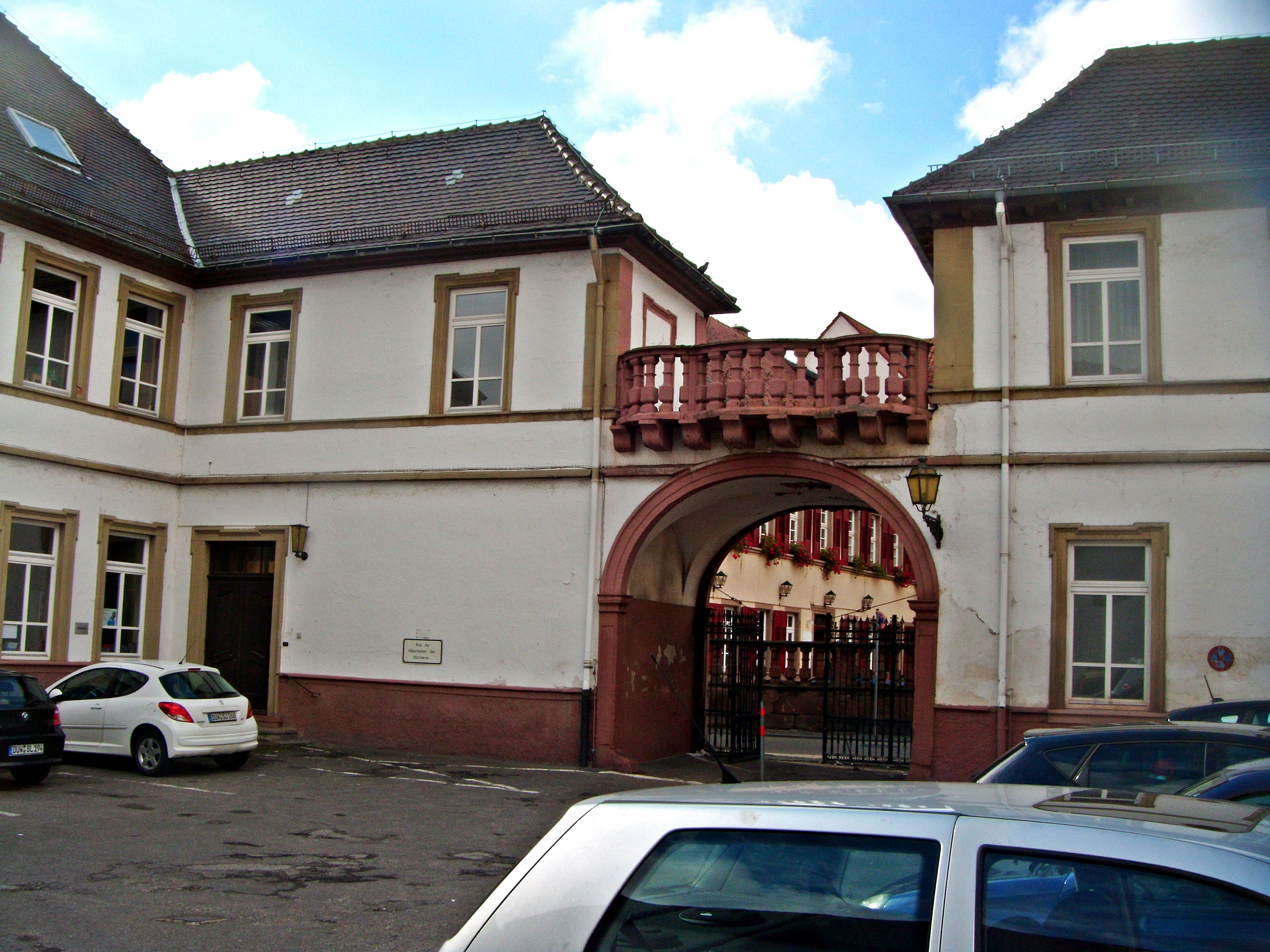
Ansicht aus dem Schlosshof
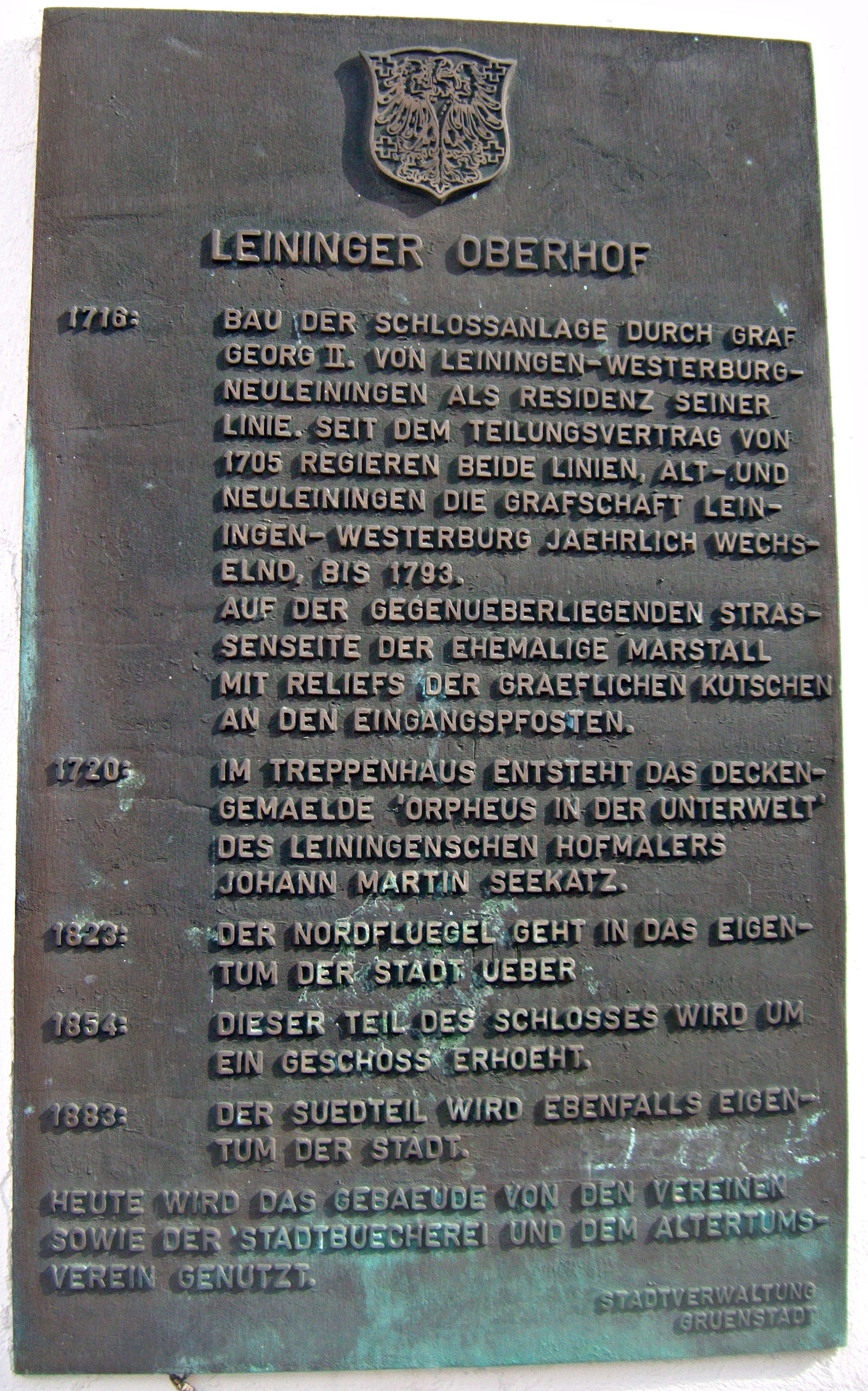
Tafel der Stadtverwaltung, zur Historie
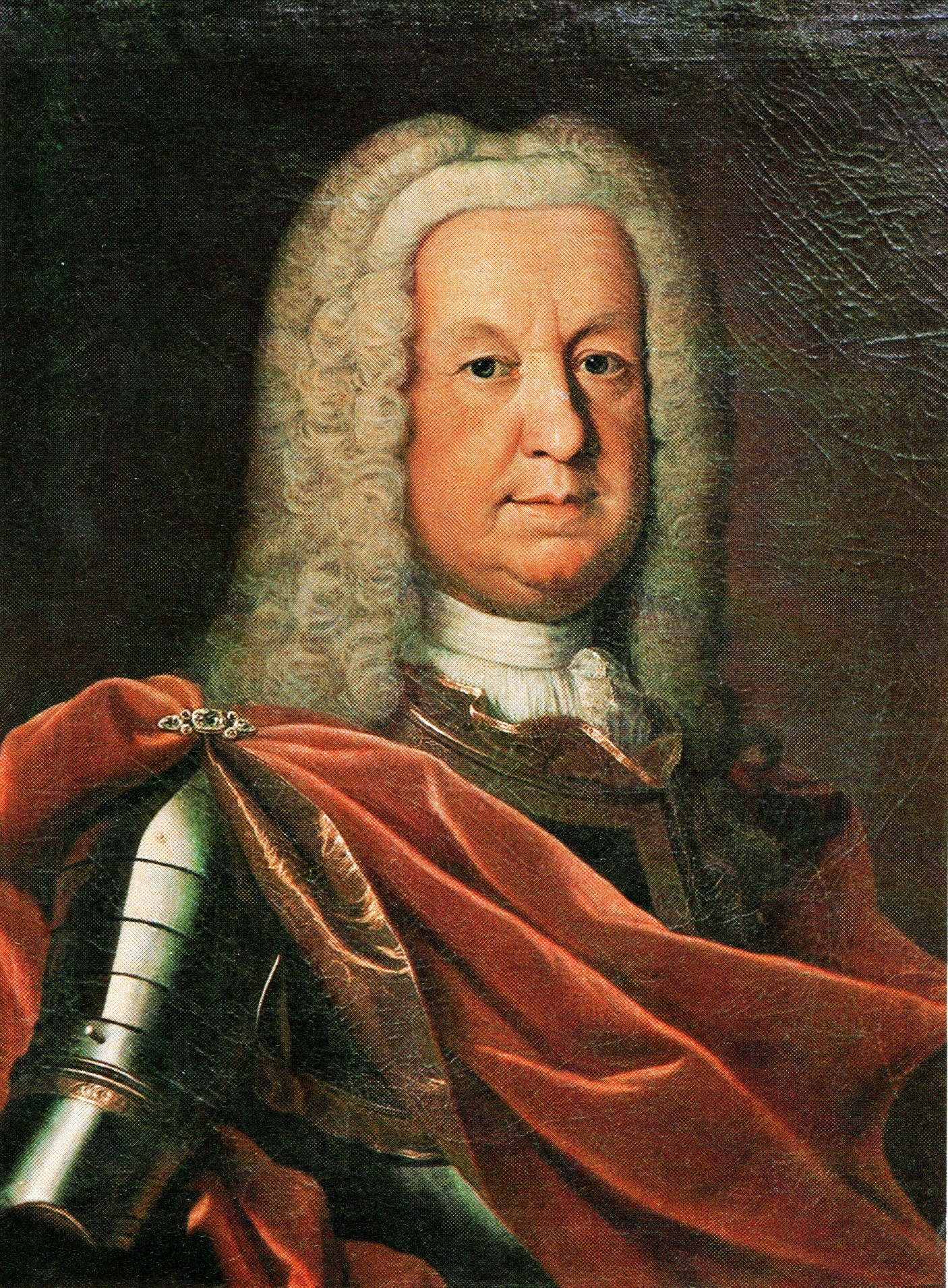
Der Erbauer, Graf Georg II. Carl Ludwig